# Аранова, Елизавета Варвара Юлиановна
Елизаве́та Варва́ра Юлиа́новна Ара́нова (род. 5 марта 1994, Москва) — российский стендап-комик, сценарист, режиссер и креативный продюсер, резидент шоу «Женский стендап» на ТНТ, создательница подкаста «Страхи».

## Биография

### Ранние годы
Родилась 5 марта 1994 года в Москве. Из-за того, что родители долго не могли определиться, получила двойное имя: папа предложил имя Лиза, а мама — Варвара. 
Училась во французской школе на Арбате, но по собственному признанию, особой тяги к учебе не испытывала, зато уже с раннего детства проявляла интерес к творчеству и коллекционировала собственные шутки, записывая их в специальный блокнот. 
Посещала художественную, а также музыкальную школу по классу скрипки. Учиться играть на скрипке Лизу вдохновил ее дедушка — Шико Бениаминович Аранов, музыкант, основатель и руководитель первого молдавского джаз-оркестра «Букурия».
После школы Аранова поступила на философский факультет МГУ им. М. В. Ломоносова, где училась на направлении стратегическое управление и экономическая политика. Успела поработать в Федеральной антимонопольной службе и Росавиации. 
В студенческие годы начала играть в КВН за команду «Имени И. С. Баха». Главным достижением коллектива стала победа в региональной лиге КВН «Верхневолжье», где они обошли будущих финалистов Высшей лиги КВН — команду «Плюшки имени Ярослава Гашека». В 2016 году на основе «Имени И. С. Баха» была создана новая команда «Март», которая добралась до полуфинала Центральной лиги Москвы и Подмосковья и финала межрегиональной лиги «Арсенал».

### Карьера
После окончания университета Лиза стала совмещать офисную работу с работой автором-фрилансером в различных продакшн-студиях. Писала юмористические скетчи, монологи для комиков и сценарии для сериалов. Среди телевизионных проектов, над которыми работала Аранова: «Шоу выходного дня» на СТС и «Мастер смеха» на телеканале Россия-1.
Свой путь в стендап-комедии Лиза Аранова начала с выступлений на маленьких андеграундных площадках. Официальный же дебют Лизы в стендапе состоялся в 2018 году, когда она впервые выступила на открытых микрофонах, организованных Stand-Up Club #1 в Москве.
В 2019 году Аранова стала участницей шоу Сергея Светлакова и Александра Незлобина «Стендап Андеграунд». Проект выходил на СТС с 2020 года. 
С 2022 года Елизавета Варвара Аранова является резидентом шоу «Женский стендап» на телеканале ТНТ. 
В конце 2022 года совместно с комиком Богданом Лисевским запустила на YouTube-канале Stand-Up Club #1 юмористическо-терапевтическое шоу «Что у вас случилось?». Вместе с приглашенным комиком ведущие решают проблемы зрителей в зале. 

У каждого из нас в жизни бывает период, когда сложно поделиться чем-то с близким человеком, и гораздо проще рассказать о своих переживаниях незнакомцу. На ЧУВСе мы всегда стараемся создать атмосферу спокойствия и свободы, у нас и у зрителей возникает ощущение доверия и веселья. Мы не психотерапевты и не имеем права давать конкретные советы, но мы можем вместе посмеяться над ситуацией, что, как мне кажется, сильно помогает справиться с травматическими переживаниями.
— Лиза Аранова о шоу «Что у вас случилось?»
В 2024 году ЧУВС в составе Лизы Арановой, Богдана Лисевского и Кости Пушкина отправился в свой первый тур по городам России. 
Кроме шоу «Что у вас случилось?» Аранова принимает участие и в других проектах Stand-Up Club #1, среди которых «Разгоны», «Самый умный комик», «Книжный клуб», «Женщины-комики».
В конце 2023 года Елизавета Аранова запустила на своем YouTube-канале подкаст «Страхи», где вместе с гостем обсуждает его личные и профессиональные фобии. Сама Лиза описывает свой проект так: «Подкаст про страхи. Возможно, в вас что-то попадет и вам станет легче от того, что больше не придется бояться этого одному». За время существования шоу его гостями стали Юрий Стоянов, Ирина Мягкова, Юлия Ахмедова, Саша Сулим, Александр Гудков, Агата Муцениеце, Андрей Бебуришвили, Карина Мейханаджян, Виктория Складчикова, Василий Бейнарович (Faust21century), Гоша Карцев, Зоя Яровицына и многие другие.
В 2023 году Лиза Аранова поехала в свой первый тур по городам России, итогом которого стал выход 30 ноября 2024 года ее первого сольного концерта «Взлеты и падения». 

В этом концерте затронуто много важных для меня тем. Для меня было большой и сложной задачей переработать в юмор вещи, которые долгое время были травматичными и личными. Это высшая степень поддержки для меня, когда мы с большим залом вместе смеемся над очередным кризисом в моей жизни.
— Лиза Аранова о концерте «Взлеты и падения»

На 2025 год анонсирован большой тур с новым материалом.

### Фильмография
Важное место в творческой биографии Елизаветы Варвары Арановой занимает кинематограф. В 2020 году на видеосервисе START состоялась премьера сериала «257 причин, чтобы жить», где одной из сценаристок была Аранова. 
В 2022 на телеканале ТНТ вышел сериал «Мне плевать, кто вы», в котором Елизавета выступила в качестве режиссера, сценариста и креативного продюсера. Главные роли в истории о 18-летнем парне Жене, который пытается избавиться от гиперопеки родителей, исполнили: Денис Власенко, Евгения Дмитриева и Варвара Феофанова. 
В 2024 году платформа Okko представила сериал «Миля», в создании сценария которого также принимала участие Аранова. Совместный проект Лизы и сценариста и режиссера Оксаны Мафагел представляет собой историю 39-летней работницы сферы интимных услуг Мили (Карина Зверева), которая решает уйти из профессии и стать популярным блогером. 
| Год  | Название                           | Роль в проекте                           |
| ---- | ---------------------------------- | ---------------------------------------- |
| 2013 | «Зинаида» (короткометражный фильм) | актриса                                  |
| 2019 | «Стендап Андеграунд» (сериал)      | актриса (играет саму себя)               |
| 2020 | «257 причин, чтобы жить» (сериал)  | сценарист                                |
| 2020 | «ЧУМА!» (сериал)                   | актриса                                  |
| 2021 | «Мне плевать, кто вы» (сериал)     | сценарист, режиссер, креативный продюсер |
| 2024 | «Миля» (сериал)                    | сценарист                                |

## Сольный концерт
| Год  | Название           | Примечание | Примечание |
| ---- | ------------------ | ---------- | ---------- |
| 2024 | «Взлеты и падения» |            |            |